# Oda Johanne Brødholt

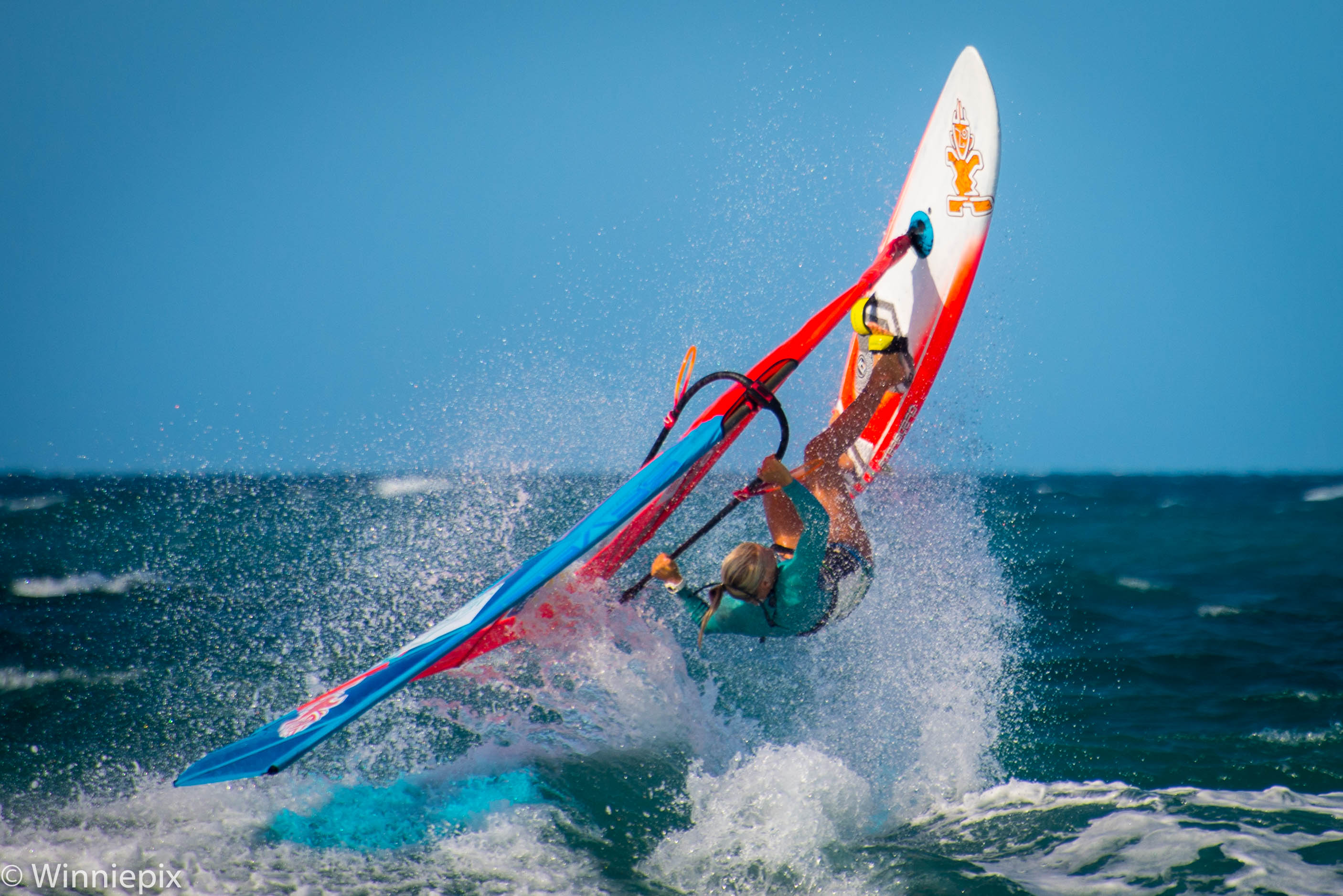
Oda Johanne Brødholt in Aktion

Oda Johanne Brødholt (* 28. April 1989 in Tromsø) ist eine norwegische Profi-Windsurferin. Ihr bisher größter Erfolg sind die beiden Vize-Weltmeistertitel im Freestyle 2014 und 2015.

## Leben
Brødholt wurde in Tromsø geboren, allerdings zog ihre Familie gut ein Jahr nach ihrer Geburt in den Südosten Norwegens um. Dort wuchs sie in Hobøl, bei ihrer Mutter und in Vestby, bei ihrem Vater, auf. Sie begann früh damit, Handball zu spielen und spielte u. a. in diversen Jugendnationalmannschaften Norwegens. Erst im Alter von 18 Jahren begann sie mit dem Windsurfen. Nach ihrem World-Cup-Debüt 2013 errang sie gleich im folgenden Jahr ihren ersten Podestplatz beim Event an der Costa Calma (Fuerteventura, Spanien) und ihr vierter Platz beim Saisonauftakt auf Bonaire reichte, um den Vizeweltmeistertitel zu gewinnen. Auch 2016 konnte sie den Erfolg wiederholen und in den kommenden drei Jahren wurde sie jeweils Dritte der Freestyle-Wertung hinter der Dominatorin Sarah-Quita Offringa und Maaike Huvermann. Zu Beginn der Saison 2019 konnte sie in Marignane ihren ersten World-Cup-Podestplatz im Slalom erringen.
Brødholt Heimatspots sind Ørekroken und Larkollen.

## Erfolge

### World Cup
- zehn Podestplätze

| Saison | Wave  | Wave   | Freestyle | Freestyle | Slalom | Slalom |
| Saison | Platz | Punkte | Platz     | Punkte    | Platz  | Punkte |
| ------ | ----- | ------ | --------- | --------- | ------ | ------ |
| 2013   | –     | –      | 5.        | 3920      | –      | –      |
| 2014   | –     | –      | 2.        | 4019      | –      | –      |
| 2015   | –     | –      | 2.        | 2067      | 19.    | 1737   |
| 2016   | –     | –      | 3.        | 2034      | 13.    | 3441   |
| 2017   | –     | –      | 3.        | 980       | 11.    | 2760   |
| 2018   | 14.   | 8.121  | 3.        | 19.600    | 23.    | 9.300  |
| 2019   | 26.   | 5.285  | 3.        | 19.600    | 11.    | 19.500 |
| 2021   | –     | –      | 3.        | 9.800     | 7.     | 9.700  |
| 2023   | –     | –      | 3.        | 9.800     | –      | –      |